# Charles de Habsbourg-Lorraine
Pour les articles homonymes, voir Charles de Habsbourg-Lorraine (homonymie) et Archiduc Charles d’Autriche.
Succession
Prétendant aux trônes d’Autriche et de Hongrie
Depuis le 1er janvier 2007
(18 ans, 6 mois et 29 jours)
Charles de Habsbourg-Lorraine (en allemand : Karl von Habsburg-Lothringen ; en hongrois : Habsburg–Lotaringiai Károly), né le 11 janvier 1961 à Starnberg (Allemagne), petit-fils du dernier empereur d'Autriche, prétendant aux trônes de cet ancien empire et des anciens royaumes de Bohême et de Hongrie sous le nom de Charles II, est un homme politique autrichien, figure du mouvement paneuropéen, ancien député au Parlement européen.
Il est appelé Karl Habsburg-Lothringen en Autriche et Habsburg Károly en Hongrie, l'usage des titres et accessoires du nom (von, zu) relatifs à la noblesse étant interdit dans ces deux pays.

## Biographie

### Famille et formation
Fils aîné et sixième des sept enfants de l'archiduc Otto de Habsbourg-Lorraine (1912-2011) et de sa femme la princesse Regina de Saxe-Meiningen (1925-2010), Charles de Habsbourg-Lorraine est né le 11 janvier 1961 à Starnberg (Allemagne). Sept jours après sa naissance, il est baptisé en l'église paroissiale de Pöcking, sous les prénoms de Karl Thomas Robert Maria Franziskus Georg Bahnam.
En 1968, pour la première fois, depuis sa naissance où sa famille était interdite de séjour, il se rend avec les siens en Autriche. En 1972, Charles est diplômé de l'école primaire de Pöcking, puis du lycée de langues vivantes de Tutzing, où il obtient sa Matura en 1981. Ensuite, l'archiduc commence des études de droit à l'université Paris-Lodron de Salzbourg et, deux ans plus tard, il commence également à étudier l'espagnol et les sciences politiques. Il termine ses études de droit en 1993 sans diplôme, après avoir suivi un cursus irrégulier, qui combinait des éléments de l'histoire ancienne avec des aspects juridiques. À partir de 2005, il est inscrit à un cours à l'ancienne université privée IMADEC University, qu'il a complété en 2012 en tant que « Executive MBA ». L'archiduc effectue son service militaire dans l'armée fédérale, où il a suivi une formation de pilote en tant que volontaire d'un an et est devenu capitaine de réserve dans le corps de l'aviation.

### Mariages et postérité
Il épouse religieusement dans la basilique de Mariazell le 31 janvier 1993, et civilement le 6 février 1993 à Lugano la baronne Francesca Thyssen-Bornemisza, née à Lausanne le 7 juin 1958. Elle est la fille de Hans Heinrich, baron Thyssen-Bornemisza de Kászon et Impérfalva et de sa 3e épouse Fiona Campbell-Walter.
Le couple a trois enfants, qui portent le titre de courtoisie d'archiduc ou archiduchesse :
- Eleonore Jelena Maria del Pilar Iona (Salzbourg, 28 février 1994). Elle épouse à Monaco le 20 juillet 2020 le pilote automobile belge Jérôme d'Ambrosio[5]. ;
- Ferdinand Zvonimir Marie Balthus Keith Michal Otto Antal Bahnam Leonhard (Salzbourg, 21 juin 1997), pilote automobile ;
- Gloria Maria Bogdana Paloma Regina Fiona Gabrielle (Salzbourg, 15 octobre 1999).

Il se sépare de sa femme Francesca Thyssen-Bornemisza en 2003, et divorce en 2017.
Au printemps 2022, Charles de Habsbourg-Lorraine épouse au Portugal Mlle Christian Nicolau de Almeida Reid, femme d'affaires portugaise, fille de Robin Reid, (britannique) et d'Elsa Andresen Nicolau de Almeida (portugaise),.

### Rôle dans la maison de Habsbourg
Il succède à son père comme grand maître de l'ordre de la Toison d'or le 30 novembre 2000.
En janvier 2007, son père Otto de Habsbourg-Lorraine renonce à sa qualité de chef de la Maison de Habsbourg-Lorraine et Charles devient alors le chef de la maison impériale d'Autriche.

## Carrière et positions politiques
Charles de Habsbourg-Lorraine est, depuis 1986, une figure importante du mouvement paneuropéen en Autriche. Il a été membre du Parlement européen, représentant le Parti populaire autrichien (ÖVP), de 1996 à 1999. Défendant des idées conservatrices, il n'a pas vu son investiture renouvelée lors des élections de 1999. L'archiduc s'est alors présenté aux élections européennes sous sa propre bannière (Christlich Soziale Allianz - Liste Karl Habsburg), mais il a été battu en recueillant seulement 1,5 % des suffrages.
Du 19 janvier au 31 décembre 2002, il est directeur exécutif de l'Organisation des nations et des peuples non représentés. En 2022, il déclare, dans un discours pré-enregistré à l'intention des membres de l'Union paneuropéenne : « Nous ne sommes pas ici pour pleurer le déclin de l’Europe, mais pour façonner son avenir […]. L’accent sera mis sur […] : la politique étrangère européenne, la politique de sécurité européenne, la politique économique européenne, le marché intérieur, l’identité et l’âme de l’Europe. ».

## Honneurs
Charles de Habsbourg-Lorraine est :
- Grand-maître de l'ordre de la Toison d'or d'Autriche (2000).
- Grand-maître de l'ordre de la Croix étoilée.
- Grand-maître de l'ordre militaire de Marie-Thérèse.
- Grand-maître de l'ordre de la couronne de fer.
- Grand-maître de l'ordre de François-Joseph.
- Grand-maître de l'ordre de Saint-Étienne de Hongrie.
- Grand-maître de l'ordre impérial de Léopold.
- Chevalier grand-croix de Justice l'ordre des Saints-Georges-et-Constantin.
- Bailli Grand-croix d'honneur et de dévotion de l'ordre souverain de Malte.

## Titulature
Les titres portés actuellement par les membres de la maison de Habsbourg-Lorraine n’ont pas d’existence juridique en Autriche et sont considérés comme des titres de courtoisie. Ils sont attribués par le « chef de maison ».
- 11 janvier 1961 - 1er janvier 2007 : Son Altesse Impériale et Royale l'archiduc Charles d'Autriche, prince royal de Hongrie, de Bohême et de Croatie ;
- depuis le 1er janvier 2007 : Son Altesse Impériale et Royale Charles, archiduc d'Autriche, prince royal de Hongrie, de Bohême et de Croatie.